# Salsola orientalis
Salsola orientalis är en amarantväxtart som beskrevs av Samuel Gottlieb Gmelin. Salsola orientalis ingår i släktet sodaörter, och familjen amarantväxter. Inga underarter finns listade i Catalogue of Life.